# Matias Olímpio
Matias Olímpio là một đô thị thuộc bang Piauí, Brasil. Đô thị này có diện tích 226,22 km², dân số năm 2007 là 10468 người, mật độ 46,27 người/km².